# Pedro de Melo e Brito da Silveira e Alvim
Pedro de Melo e Brito da Silveira e Alvim filho de Lourenço Correia de Brito da Silveira e de sua mulher Teresa Clara de Melo Vilhena e Alvim Pinto, foi Bispo de Portalegre e Castelo Branco.